# Schela (Amoräer)
Schela (Rabbi Schela oder Rab Schela) war ein jüdischer Gelehrter des Altertums, wird zu den babylonischen Amoräern der 1. Generation  gezählt und lebte und wirkte im zweiten und dritten nachchristlichen Jahrhundert.
Er war in Nehardea bereits ein angesehener Lehrer und Oberhaupt der dortigen, nach ihm benannten Gelehrtenschule, bevor Abba Areka und R. Samuel aus Palästina nach Babylonien zurückkehrten.
Schelas Schüler werden im Talmud als debe R. Schela („aus der Schule R. Schelas“) zitiert. Von ihm selbst wird in der Mischna fast nichts tradiert.